# Tänd mörkret
Tänd mörkret är en samlingsutställning med svensk konst från 1975–1985, sammanställd av Ola Åstrand och Ulf Kihlander och som först visades på Göteborgs konstmuseum 4 oktober 2007–6 januari 2008. Utställningen kan ses som en fortsättning på samlingsutställningen Hjärtat sitter till vänster som först visades 1998 på Göteborgs konstmuseum och som visade svensk konst mellan 1964 och 1974. 
Titeln till utställningen är hämtad från ett manifest av poet- och konstnärskollektivet Vesuvius där bland andra Bruno K. Öijer, Leif Elggren och Eric Fylkeson ingick. Titeln understryks i utställningen av att Carsten Regilds svarta glödlampa används som logotyp för hela utställningen.

## Medverkande konstnärer (urval)
- Kristina Abelli Elander
- Anette Abrahamsson
- Dan Backman
- Tom Benson
- Kalle Berggren
- Stig Danielsson
- DK med Inger Arvidsson, Katarina von Rettig, Amy Lindau och Lena Zachrisson
- Johan Donner
- Maya Eizin Öijer
- Leif Elggren
- Dascha Esselius
- Leif Eriksson
- Sten Etling
- Eleonora Holmström
- Charlotte Johannesson
- Gittan Jönsson
- Stefan Karlsson
- Eva Klasson
- Beth Laurin
- Franco Leidi
- Annika Liljedahl
- Tuija Lindström
- Gunnar Lundkvist
- Jörgen Melanton
- Phauss med Carl Michael von Hausswolff och Erik Pauser
- Joakim Pirinen
- Carsten Regild
- Ingvar Sjöberg
- Knut Swane
- Ivar Södergren
- Erla Thorarinsdotter
- Walldagruppen med Eva Löfdahl, Tomas Lidén, Ingvar Sjöberg, Max Book och Stig Sjölund
- Peter Zennström
- Eva Zettervall
- Margareta Åsberg

## Utställningskatalog och CD
Till utställningen producerades en katalog och en samlingsskiva med svensk musik från perioden 1975–1985. Skribenter i katalogen är: Thomas Millroth, Mats B, Lars Åberg, Sinziana Ravini, Mikael van Reis och Andréas Hagström.

### Samlings-CD
1. Thomas Tidholm – "Vansinnets ballonger"
2. Radiomöbel – "Vi hatar stenar"
3. FAX – "Svärdet"
4. Rävjunk – "Delirium (Raw version)"
5. Dom Dummaste – "Sams son"
6. Global Infantilists – "A Sense of Belonging"
7. Ståålfågel – "Hemma"
8. Porno Pop – "Say Hello to Porno Pop"
9. Svart – "Ett steg över kanten"
10. Allein – "To whom do I pray"
11. Hennes Guldkantade byxor – "Chili Con Carne"
12. Kabinett Död – "Asfyxi"
13. Cosmic Overdose – "En av dom"
14. Daniella Gordon – "Perfect Parts"
15. DK – "I förhållande till närvaro"
16. Mercedes Prata – "Hemmen får impulser"
17. Kitchen & The Plastic Spoons – "Fantastic"
18. TV3 – "Telefonterror"
19. Bruno K Öijer & Brynn Settels – "Blå Bouquet"
20. Raj Hymans – "En underbar sång"

## Utställningsturné
- Göteborgs konstmuseum: 4 oktober 2007 - 6 januari 2008
- Millesgården, Stockholm: 20 januari 2008 - 30 mars 2008
- Växjö konsthall: 6 april 2008 - 1 juni 2008
- Ystads konstmuseum: 14 juni - 24 augusti 2008
- Länsmuseet Gävleborg/Gävle konstcentrum: 6 september 2008 - 26 oktober 2008
- Jamtli. Jämtlands länsmuseum: 10 november 2008 - 6 januari 2009
- Konsthallen Luleå: 24 januari 2009 - 8 mars 2009